# Komisja Likwidacyjna do spraw Królestwa Polskiego
Komisja Likwidacyjna do spraw Królestwa Polskiego (ros. Ликвидационная комиссия по делам Царства Польского) − instytucja publiczna ustanowiona dekretem z dnia 15 marca 1917, działała od 28 marca do grudnia 1917 roku przy Rządzie Tymczasowym Rosji, a następnie do sierpnia 1920 w ramach władz RFSRR. Powołano ją w celu likwidacji pozostałości administracji Królestwa Polskiego, znajdujących się na nieokupowanych przez państwa centralne terenach Rosji. Miała ona przygotować materiały do rozrachunków gospodarczych między Polską i Rosją, opiekować się mieniem polskim w Rosji i ustalić zasady stosunków między rządem a Kościołem katolickim. W praktyce zgromadziła materiały przygotowawcze do projektów ustaw oraz uzyskała zniesienie ograniczeń wobec katolików i poprawę położenia jeńców Polaków w Rosji. W jej skład wchodzili polscy posłowie do Dumy, a przewodniczył jej Aleksander Lednicki. W składzie Komisji znaleźli się też przedstawiciele ministerstw i różnych organizacji polskich: Rady Zjazdów Polskich Organizacji Pomocy Ofiarom Wojny, Polskiego Towarzystwa Pomocy Ofiarom Wojny, Centralnego Komitetu Obywatelskiego Królestwa Polskiego w Rosji i innych instytucji. W Komisji doszło do napięć politycznych, w wyniku których 3 października 1917 wystąpili z niej działacze narodowo-demokratyczni, m.in. Władysław Grabski.
Po zwycięstwie bolszewików Komisja w dniu 10 grudnia 1917 r. została przejęta przez Komisariat do Spraw Polskich, wchodzący w skład Ludowego Komisariatu do spraw Narodowości, kierowanego przez Józefa Stalina. W dniu 23 grudnia 1917 r. Rada Komisarzy Ludowych RFSRR w drodze dekretu zniosła stanowisko prezesa Komisji Likwidacyjnej do spraw Królestwa Polskiego, zaś sprawę reorganizacji Komisji powierzyła Julianowi Leszczyńskiemu, komisarzowi do spraw polskich. Mimo oporów pracowników Komisji 21 stycznia (2 lutego) 1918 r. akta Komisji zostały przejęte przez Komisariat do Spraw Polskich. W dniu 15 marca 1918 główna siedziba Komisji przeniosła się razem z Komisariatem do Spraw Polskich z Piotrogrodu do Moskwy. Komisję rozwiązano 24 sierpnia 1920.
Część archiwów Komisji znajduje się do dziś w Archiwum Państwowym Federacji Rosyjskiej w Moskwie.